# White Guide
White Guide är Nordens största hotell- och restaurangguide. 

## Historia
White Guide utgavs för första gången 2005 efter en sammanslagning av de två erkända restaurangguiderna 199 bord från tidningen Gourmet och Vägarnas bästa. Den förstnämnda gavs ut under 17 år och den senare utkom första gången 1985.
White Guides ambition har alltid varit att bidra till en vital matkultur och en spännande gastronomisk scen. Syftet är att få människor att hitta rätt upplevelse för rätt tillfälle och man vill även bidra till innovation och hållbar utveckling inom restaurang- och besöksnäringen. 
Genom åren har White Guide genomfört över 10 000 recensioner främst i Sverige och Danmark.

## White Guides klassificering
White Guide bedömer restauranger på en skala 0-100 poäng, som byggs upp av fyra faktorer: mat (0-40 poäng), dryck (0-20 poäng), service (0-25 poäng) och miljö/stämning (0-15 poäng). Denna bedömning används för klassificera restaurangerna i olika klasser:
- Internationell mästarklass: minst 80 poäng, varav minst 36 av 40 poäng på mat. Restaurangerna rangordnas inom klassen baserat på deras matpoäng. 2013 fanns 15 restauranger i denna klass.
- Mästarklass: minst 75 poäng, varav minst 32 av 40 poäng på mat. Restaurangerna rangordnas inom klassen baserat på deras matpoäng. 2013 fanns 22 restauranger i denna klass.
- Mycket god klass: minst 67 poäng, varav minst 28 av 40 poäng på mat. Restaurangerna rangordnas inom klassen baserat på deras totalpoäng. 2013 fanns 80 restauranger i denna klass.
- God klass: minst 60 poäng, varav minst 22 av 40 poäng på mat. Restaurangerna rangordnas inom klassen baserat på deras totalpoäng. 2013 fanns 153 restauranger i denna klass.
- Också ett bra ställe: mindre än 60 poäng, eller mindre än 22 av 40 poäng på mat, men ändå rekommenderat av White Guide. 2013 fanns 225 restauranger i denna klass.

## Om White Guide
White Guide är Nordens ledande och enda rikstäckande restaurangguide. Redaktionen bevakar utvecklingen inom gastronomi och matkultur genom initierad nyhetsbevakning, funktionella guider och professionella, oberoende recensioner. 
Nyheter, recensioner och tips publiceras nästan dagligen digitalt, året runt, för att i utbudet av restauranger, barer, caféer och hotell guida människor till rätt upplevelse vid rätt tillfälle. 
I sina digitala kanaler når White Guide de mest engagerade konsumenterna, restauranggästerna, medarbetare i hela besöksnäringen, opinionsbildare och mat- och dryckesjournalister i hela Sverige.